# Bisdom Sarh

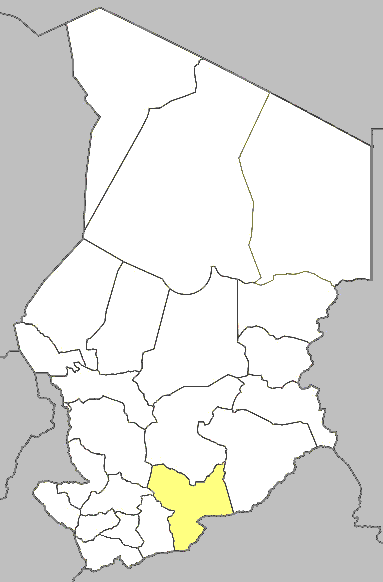
Kaart met in geel de ligging van het bisdom Sarh binnen Tsjaad.

Het bisdom Sarh (Latijn: Dioecesis Sarhensis) is een van de zeven rooms-katholieke bisdommen van de kerkprovincie in Tsjaad en is suffragaan aan het aartsbisdom N'Djaména. Het bisdom met zetel in de stad Sarh heeft een oppervlakte van 45.180 km².
Het bisdom telde in 2004 ongeveer 111.300 katholieken, wat zo'n 10,3% van de totale bevolking van 1.078.134 was, en bestond uit 15 parochies. In 2020 waren dat ongeveer 220.000 katholieken (13,2% van de bevolking) en 22 parochies.

## Geschiedenis
- 22 december 1961: Oprichting als bisdom Fort-Archambault uit delen van bisdom Fort-Lamy
- 22 augustus 1972: Hernoemd tot bisdom Sarh
- 1 december 2001: Gebied verloren na oprichting apostolische prefectuur Mongo

## Speciale kerken
De kathedraal van het bisdom Sarh is de Cathédrale Notre Dame de l’Immaculée Conception in Sarh.

## Leiderschap
- Bisschop van Fort-Archambault 
  - Henri Véniat, S.J. (22 december 1961 – 22 augustus 1972)
- Bisschop van Sarh
  - Henri Véniat, S.J. (22 augustus 1972 – 7 maart 1987)
  - Matthias N'Gartéri Mayadi (7 maart 1987 – 11 juni 1990, later aartsbisschop)
  - Edmond Jitangar (sinds 11 oktober 1991 – 2016)
  - Miguel Ángel Sebastián Martínez, M.C.C.I. (2018 – )